# Sofia Gubajdulina
Sofia Asgatovna Gubajdulina (tatarsky София Әсгать кызы Гобәйдуллина, rusky Софи́я Асга́товна Губайду́лина, 24. října 1931 Čistopol, Tatarská ASSR – 13. března 2025 Appen) byla ruská hudební skladatelka tatarského původu.

## Život
Narodila se v tatarském Čistopoli do rodiny volžského Tatara, inženýra Asgata Gubajdulina a ruské matky, učitelky Fedosije Gubajduliny, rozené Jelchovy. Už od pěti let se pokoušela komponovat, během navštěvování dětské hudební školy objevila tvorbu Bacha, Mozarta a Beethovena a obdivovala zejména jejich duchovní díla, tento spirituální obsah převzala natrvalo i do svých kompozic. V roce 1954 absolvovala studia skladby a klavíru na konzervatoři v Kazani. Přestože v té době byla západní tvorba v Sovětském svazu zakázaná, Gubajdulina se seznámila s díly Ivese, Cage a dalších. Ve studiu pokračovala v Moskvě pod vedením Nikolaje Pejka a Vissariona Šebalina. Přestože obdržela dokonce Stalinovo stipendium, její hudba byla podrobena kritice; podporoval ji nicméně Dmitrij Šostakovič, který ji povzbudil, aby pokračovala na započaté cestě, kterou jiné osobnosti označovaly za falešnou.
V polovině sedmdesátých let založila hudební skupinu Astreja, produkující improvizace na lidové nástroje. V roce 1979 byla zapsána na černou listinu spolu s dalšími členy tzv. Chrennikovovy sedmy, její hudba byla odsouzena jako „hlučné bahno namísto hudební inovace, bez spojení se skutečným životem“. Důvodem bylo i to, že v té době byla její hudba poprvé provedena na Západě. Znovu se proslavila od začátku 80. let, kdy Gidon Kremer ve Vídni mistrovsky interpretoval její houslový koncert Offertorium. Od roku 1992 žila v Hamburku a v nedalekém Appenu, kde zemřela ve věku 93 let. Byla třikrát vdaná.
Za své dílo byla mnohokrát dekorována prestižními oceněními, např. Prix de Monaco (1987), ruskou Státní cenou (1992), japonskou Praemium Imperiale (1998), Hudební cenou Léonie Sonning (1999), Goetheho medailí města Výmaru (2001), Polar Music Prize (2002), Záslužným řádem Spolkové republiky Německo (2002), Evropskou kulturní cenou (2005) atd. Dvakrát obdržela prestižní Koussevitzky International Recording Awards (1989 a 1993).

## Styl
Pro Gubajdulinu byla hudba únikem od společenské a politické atmosféry v Sovětském svazu. Hudbu proto spojovala s transcendencí a mystickým spiritualismem. Ovlivňoval ji život ruské pravoslavné církve, ale stejně tak nové postupy elektronické hudby a improvizační techniky. Její hudbu charakterizuje použití neobvyklých kombinací hudebních nástrojů. Využívala lidové nástroje, a to nejen ruské jako bajan (ve skladbách De profundis, sonáta Et expecto), ale též japonské koto a čínský ku-čeng (Ve stínu stromu) ad.Skladba V očekávání (In Erwartung) tak obsahuje např. party pro bicí nástroje jako bubínky bongo nebo činely, pro ruský akordeon bajan i saxofonový kvartet.
Melodicky její tvorbu charakterizují časté chromatické motivy spíš než dlouhé melodické fráze, případně dokonce mikrochromatika (čtvrttóny atd.).
Gubajdulina přiznala období obdivu k Richardu Wagnerovi, druhé vídeňské škole nebo hudbě 16. století (Gesualdo da Venosa a Josquin Desprez). Po celý život nicméně obdivovala Johanna Sebastiana Bacha a Antona Weberna.

## Dílo (výběr)
- Stimmen... Verstummen... (symfonie o 12 větách, 1986)
- Offertorium (Жертвоприношение) (houslový koncert, 1980, rev. 1982 a 1986)
- Hudba pro flétnu, smyčce a bicí (1994)
- The Canticle of the Sun of St Francis of Assisi pro violoncello, komorní sbor a bicí (1997)
- Svatojánské pašije pro soprán, tenor, baryton, bas, dva smíšené sbory, varhany a velký orchestr (2000)
- Světlo konce pro orchestr (2003)
- ...The Deceitful Face of Hope and Despair pro flétnu a orchestr (2005)
- Fachwerk (koncert pro bajan, bicí a smyčce, 2009)
- Labyrint (2011)
- Koncert pro housle, violoncello a bajan (2017)
- Boží hněv (Der Zorn Gottes) pro orchestr (2020)

Napsala též hudbu k více než třiceti filmům

## Citát
| „                   | Vážná hudba má důležitý vnitřní úkol. Vytváří nezbytný odstup od vnějšího světa. Pokud jde o mě, vnější svět mi způsobuje bolest. Život je velmi zajímavý, ale povrchní. | “ |
| — Sofia Gubajdulina | |   |